# 건원 (전한)
건원(建元)은 중국 전한(前漢) 무제(武帝)의 연호이다. 중국 최초의 연호이며 무제의 첫 번째 연호이다. 기원전 140년에서 기원전 135년까지 6년 동안 사용하였다. 그러나 실제 연호의 사용은 기원전 113년에 시작된 것으로, 이때 앞의 연호를 소급 적용하였다. 실제 건원 연간에는 일반 세년을 사용했다.

## 연대대조표
| 건원 | 서력(西曆)                           | 간지(干支) |
| 원년 | 기원전 141년 10월 ~ 기원전 140년 9월 | 신축(辛丑) |
| 2년  | 기원전 140년 10월 ~ 기원전 139년 9월 | 임인(壬寅) |
| 3년  | 기원전 139년 10월 ~ 기원전 138년 9월 | 계묘(癸卯) |
| 4년  | 기원전 138년 10월 ~ 기원전 137년 9월 | 갑진(甲辰) |
| 5년  | 기원전 137년 10월 ~ 기원전 136년 9월 | 을사(乙巳) |
| 6년  | 기원전 136년 10월 ~ 기원전 135년 9월 | 병오(丙午) |

## 같이 보기
- 다른 왕조의 같은 연호
  - 전조(前趙) 건원(315년 ~ 316년)
  - 동진(東晉) 건원(343년 ~ 344년)
  - 전진(前秦) 건원(365년 ~ 385년)
  - 남제(南齊) 건원(479년 ~ 482년)
  - 신라(新羅) 건원(536년 ~ 550년)

- 중국의 연호

| 이전 연호 없음 (연호제 제정) | 중국의 연호 전한(前漢) | 다음 연호 원광(元光) |